# شکرانه (بیرجند)
شکرانه یا شکراب پایین روستایی است در دهستان القورات از توابع بخش مرکزی شهرستان بیرجند، واقع در استان خراسان جنوبی که بر پایه سرشماری عمومی نفوس و مسکن در سال ۱۳۹۵ جمعیت این روستا ۳۰۲ نفر (در ۹۲ خانوار) بوده است.